# Risoluzione 367 del Consiglio di sicurezza delle Nazioni Unite
La risoluzione 367 del Consiglio di sicurezza delle Nazioni Unite, adottata il 12 marzo 1975, dopo aver ricevuto una denuncia dal governo della Repubblica di Cipro, ha nuovamente invitato tutti gli Stati a rispettare la sovranità, l'indipendenza, l'integrità territoriale e il non allineamento della Repubblica di Cipro.
Il Consiglio ha preso atto del suo rammarico per la dichiarazione unilaterale dello Stato federato turco, senza tuttavia voler pregiudicare la soluzione politica finale del problema. La risoluzione è passata poi a chiedere l'attuazione urgente ed efficace della risoluzione 3212 dell'Assemblea Generale, per chiedere al Segretario Generale di intraprendere una nuova missione per convocare le parti e invitarle a cooperare. Il Consiglio ha infine invitato tutte le parti interessate ad astenersi da qualsiasi azione che potesse compromettere i negoziati e ha chiesto al Segretario generale di tenerle informate sull'attuazione delle risoluzioni.
La delibera è stata adottata senza votazione.